# Carolyn Breuer

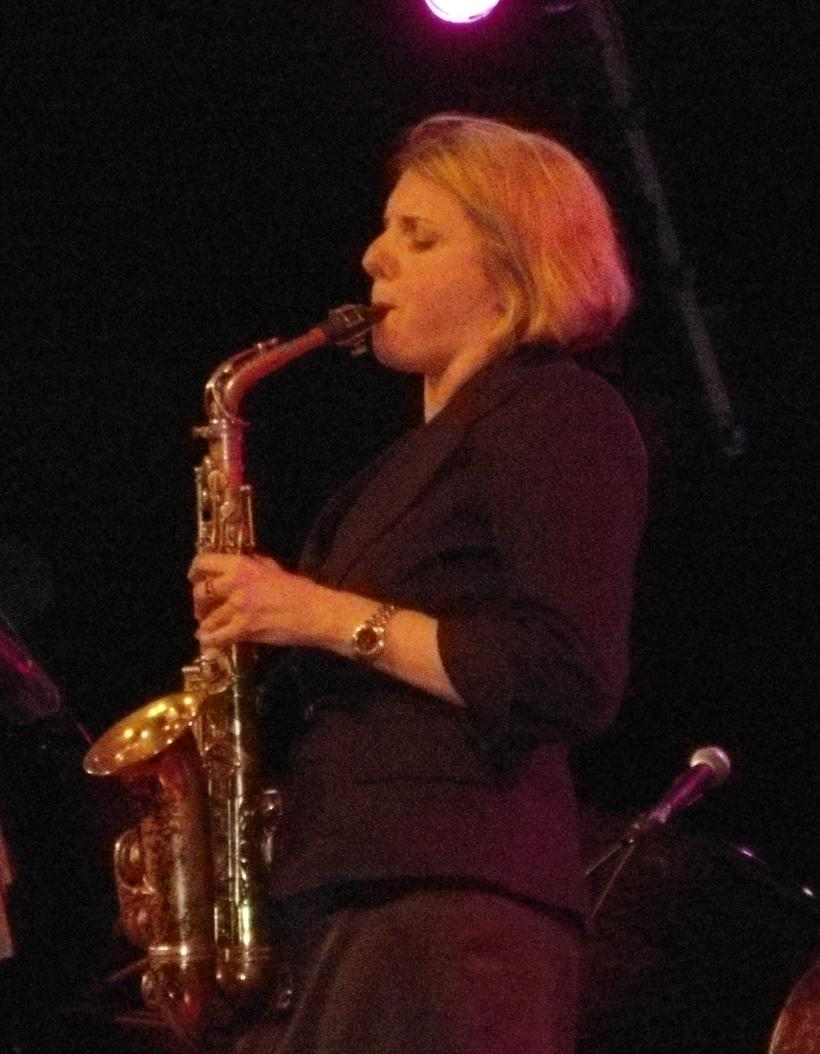
Carolyn Breuer beim Jazzfestival St. Ingbert 2013

Carolyn Breuer (* 4. Juli 1969 in München) ist eine deutsche Jazzmusikerin (Sopran- und Altsaxophon).

## Leben und Wirken
Breuer bekam als Tochter des Posaunisten Hermann Breuer den Jazz bereits in die Wiege gelegt. Mit 19 Jahren studierte sie als Mitglied des Bundesjazzorchesters am Konservatorium in Hilversum bei Ferdinand Povel. Nach dem Examen folgte ein längerer Aufenthalt in New York City, wo sie bei George Coleman und Branford Marsalis Privatunterricht nahm. Carolyn arbeitete mit Musikern wie Coleman, Tine Schneider und Ingrid Jensen und gründete 2000 ihr eigenes  Plattenlabel NotNowMom!-Records. Ihr Album Fate Smiles on Those Who Stay Cool (2001) wurde in den Niederlanden so populär, dass Innenminister Klaas de Vries eine Parlaments-Rede mit dem Zitat des Titels begann. Für ihre CD Serenade mit dem Orchester des Concertgebouw Amsterdam erhielt sie im Jahr 2003 den Heidelberger Künstlerpreis, der bis dahin nur an klassische Musiker verliehen wurde. Internationale Tourneen, Auftritte auf dem Berliner Jazz Fest oder dem North Sea Jazz Festival belegen ebenso ihren künstlerischen Stellenwert wie ihre Tätigkeit als Gastsolistin bei der WDR Big Band Köln. 2019 leitete sie gemeinsam mit Andrea Hermenau ein Quartett.

## Auswahldiskographie
- Hermann & Carolyn Breuer: Family Affair (1992, mit Aldo Caviglia, Peter O’Mara, Marc Abrams und Wolfgang Haffner)
- Carolyn Breuer • Fee Claassen Quintet Simply Be (Challenge Records 1995, mit Sebastian Altekamp, Stephan van Wylick, Joost Patocka, sowie Hermann Breuer, Ferdinand Povel)
- WitchCraft: live (2004, mit Stacy Rowles, Anke Helfrich, Lindy Huppertsberg, Carola Grey)
- Carolyn Breuer & Sabine Bohlmann Der kleine Erdbär, ein „Jazzical“ für Kinder (2007, unter anderem mit Moses Wolff, Conny Kreitmeier und Bastian Jütte)
- Four Seasons of Life (2013, mit Henning Sieverts, Christian Gall, Hermann Breuer, WDR Big Band Köln u. a.)
- Carolyn Breuer, Andrea Hermenau: Oneironaut (2023, mit Henning Sieverts, Christian Lettner sowie Stefan Noelle und Streichquartett)[3]